# Korla Awgust Kocor

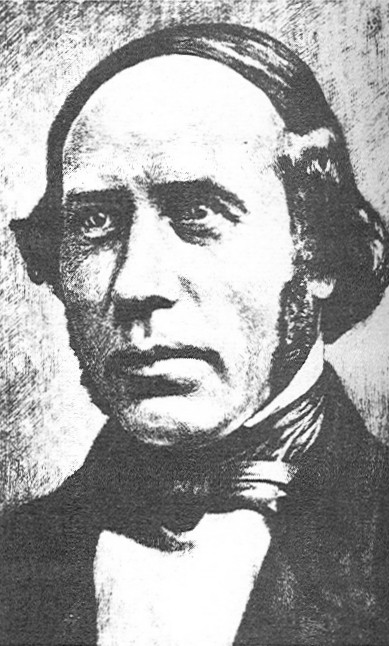
Korla Awgust Kocor

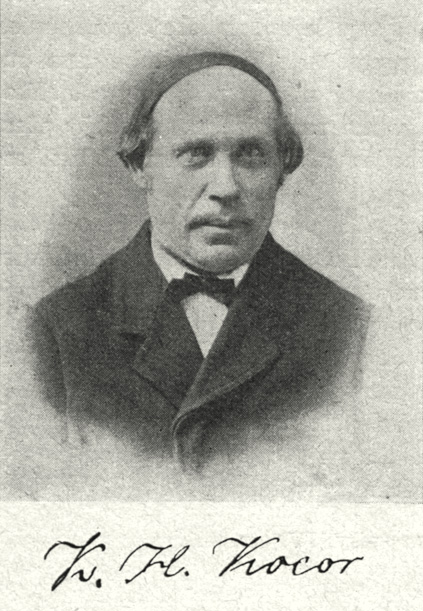
Korla Awgust Kocor

Korla Awgust Kocor (deutscher Name Karl August Katzer; * 3. Dezember 1822 in Berge bei Großpostwitz; † 19. Mai 1904 in Kittlitz) war ein sorbischer Komponist, Dirigent, Musikschriftsteller und Organisator des sorbischen Musiklebens.

## Leben
Nach Beendigung der Volksschule in Großpostwitz trat Kocor 1838 in das Landständische Seminar in Bautzen ein, um eine Ausbildung als Lehrer zu erhalten. Nach der Beendigung des Studiums wurde er 1842 Lehrer in Wartha. Im Herbst des Jahres 1844 traf er in Oppitz das erste Mal auf den sorbischen Dichter Handrij Zejler. Kocor begründete die Tradition der Sorbischen Sängerfeste; am 17. Oktober 1845 konnte er das erste Treffen dieser Art in Bautzen ausrichten. Dort wurde auch Zejlers Rjana Łužica erstmals aufgeführt, deren Vertonung von Kocor stammt. Die Begegnung mit Handrij Zejler sollte sich in der Zukunft als künstlerisch sehr produktiv erweisen – so schuf Kocor Vertonungen vieler Gedichte Zejlers, die bis heute sehr populär sind. Kocor ist vorrangig als Schöpfer des großen Oratorienzyklus „Počasy“ (Die Jahreszeiten) nach vier epischen Gedichten Zejlers in die Musikgeschichte eingegangen. 1852 trat Kocor die Stelle eines Lehrers und Organisten in Kittlitz an, wo in der Folge die meisten seiner bekannten Werke entstanden. Sein Amt übte er bis zu seiner Pensionierung im Jahr 1888 aus und blieb auch danach in Kittlitz ansässig.
Von 1895 bis 1897 wirkte Kocor als Vorsitzender der Musikabteilung der sorbischen Wissenschaftsakademie „Maćica Serbska“, zu deren Ehrenmitglied er 1895 berufen wurde. Sein Nachfolger war Jurij Pilk.

## Werke

### Oratorien

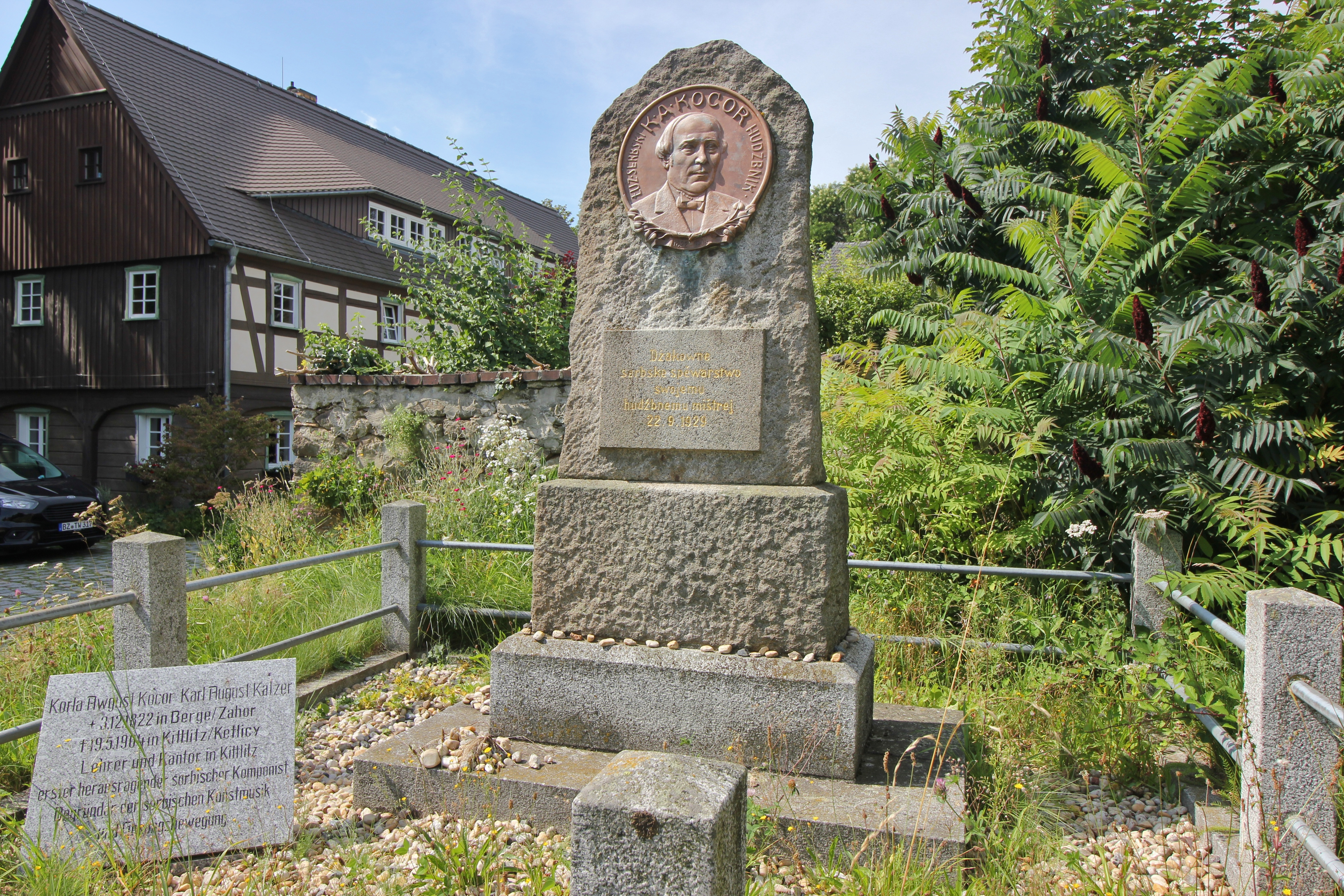
Denkmal vor dem Geburtshaus in Berge bei Großpostwitz

- Serbski kwas (Die sorbische Hochzeit), 1849/50
- Žně (Die Ernte), 1849/83
- Nalěćo (Der Frühling), 1860
- Israelowa zrudoba a tróšt (Israels Trauer und Trost), 1861
- Podlěćo (Der Sommer), 1883
- Nazyma (Der Herbst), 1886
- Zyma (Der Winter), 1889
- So zwoni měr (Friedensglocken), 1891
- Serbski rekwiem (Sorbisches Requiem), 1894
- Wěnc hórskich spěwow (Zyklus von Bergliedern), 1860

### Oper
- Jakub a Kata (Jakob und Käthe), 1871

### Singspiel

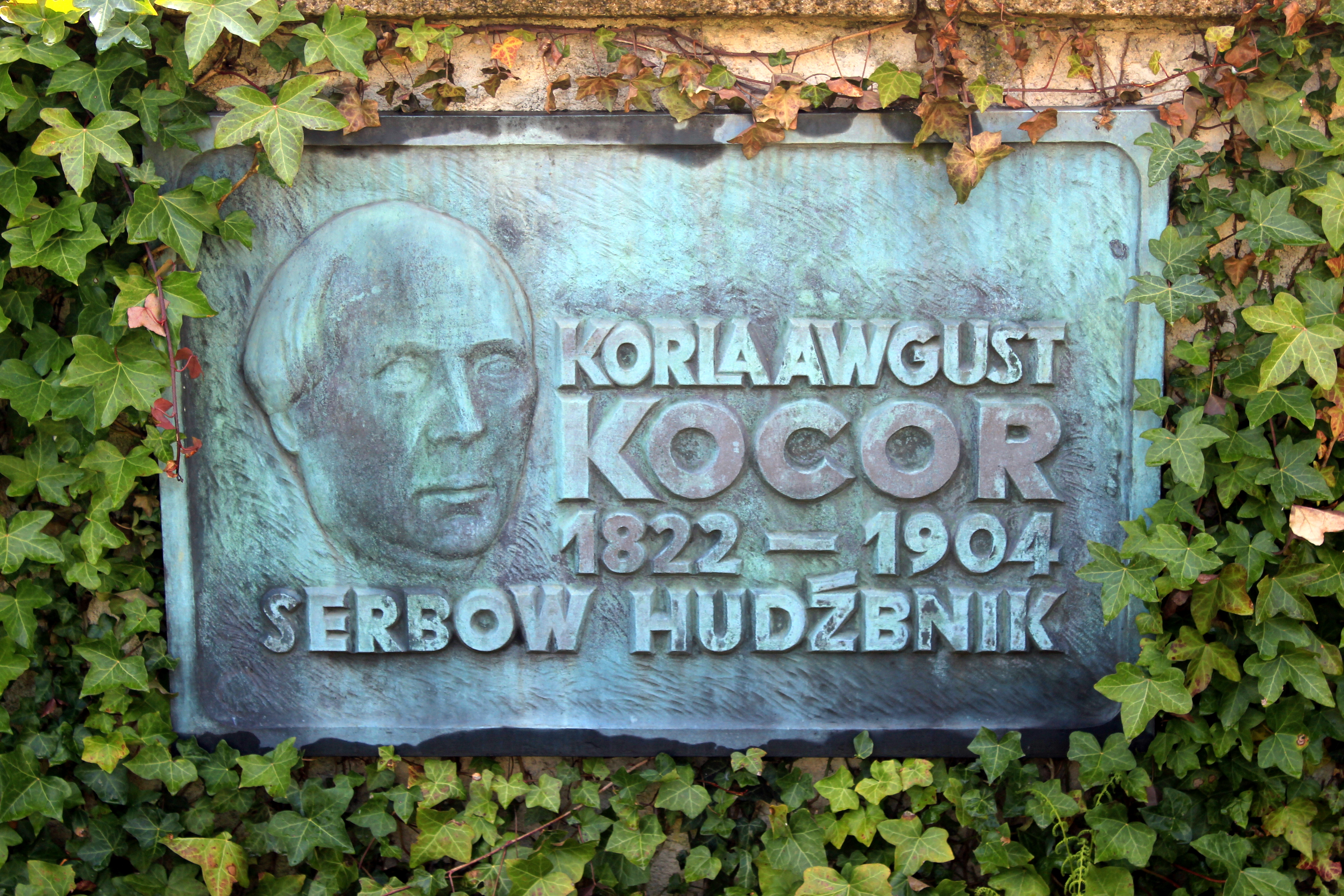
Grabtafel von Kocor auf dem Kittlitzer Friedhof

- Wodźan (Der Wassermann), 1896

### Instrumentalmusik (Auswahl)
- Drei Sonatinen für Violine und Klavier, 1850
- Klaviertrio, 1873
- Streichquartett, 1879
- 3 wendische Nationaltänze für Klavier, 1879
- Serenade für Violine, Viola und Violoncello, 1889